# Place de la Liberté (Toulon)
Pour les articles homonymes, voir Place de la Liberté.
 (août 2023).
Si vous disposez d'ouvrages ou d'articles de référence ou si vous connaissez des sites web de qualité traitant du thème abordé ici, merci de compléter l'article en donnant les références utiles à sa vérifiabilité et en les liant à la section « Notes et références ».
La place de la Liberté est la principale place de la commune française de Toulon.

## Historique
Créée en 1852 par l'architecte Gaudensi Allar et son frère, le sculpteur André-Joseph Allar, elle est située sur boulevard de Strasbourg. Cette place est un lieu symbolique de la ville de Toulon mais aussi de toute l'agglomération. La majorité des lignes de bus y convergent et l'arrêt de bus Liberté est la principale plate-forme de correspondance du réseau urbain Mistral.

## Bâtiments remarquables et lieux de mémoire

### Le Grand Hôtel
Édifié en 1870, le Grand Hôtel qui s'élève au nord de la place fut réquisitionné par l'occupant pendant la Seconde Guerre mondiale avant d'être transformé en Préfecture maritime en 1944. Après avoir abrité des appartements il a fermé définitivement ses portes en 1997. Emblématique de Toulon, l'immeuble de l'ancien Grand Hôtel héberge aujourd'hui le théâtre Liberté, dirigé par Charles et Philippe Berling, depuis son inauguration en septembre 2011.

### La Tour de la Caisse d'Épargne
À la fin des années soixante, lorsque le projet de l’équipe d’Alfred Henry est retenu pour la création de la nouvelle Caisse d’Épargne de Toulon, c’est l’audace et la modernité des plans que les membres du jury veulent distinguer. La Caisse d’Épargne doit être représentative d’une nouvelle image de la banque : tout en transparence et en modernité. L’édifice est constitué de deux volumes superposés : un large parallélépipède d’un étage destiné à la banque, surmonté d’une tour de neuf étages, qui permet de s’implanter de manière lisible dans le paysage urbain. Destinée à l’habitat privé, cette tour est entourée de balcons saillants qui forment des jeux d’ombre et de lumière. Le tout est surplombé d’une superstructure métallique, ajoutant à l’aspect sculptural de l’édifice.

### Fontaine de la Fédération
La fontaine de la Fédération, a été sculptée par deux Toulonnais, les frères Gaudensi et André-Joseph Allar. Taillée dans la pierre de Calissane (calcaire blanc), la statue, composée d'un bassin surmonté des figures allégoriques de la France, de la Justice et de la Force, est érigée en 1889 par la Fédération républicaine du Var avant d'être inaugurée par le président Carnot en 1890. Elle symbolise aussi le transport de la statue de la Liberté de la France vers l'Amérique. Elle a subi de graves dommages lors des bombardements de 1944 qui ont conduit à sa restauration en 1986-87.

### Hôtel des Arts
Construit au cœur de la ville, au début du XXe siècle, le bâtiment fait partie intégrante de la vie toulonnaise. Il a été le siège de la sous-préfecture puis est devenu l'Hôtel de la Présidence du Conseil général du Var. Depuis 1999, le bâtiment abrite le centre d'art du Conseil général dénommé Hôtel des Arts.

### Théâtre Liberté
Le théâtre Liberté est une salle de théâtre situé sur la place de la Liberté à Toulon, créé en 2008 et inauguré le 17 septembre 2011. Les directeurs ne sont pas moins que les auteurs, réalisateurs et acteurs Charles Berling et Philippe Berling, toulonnais d'origine.

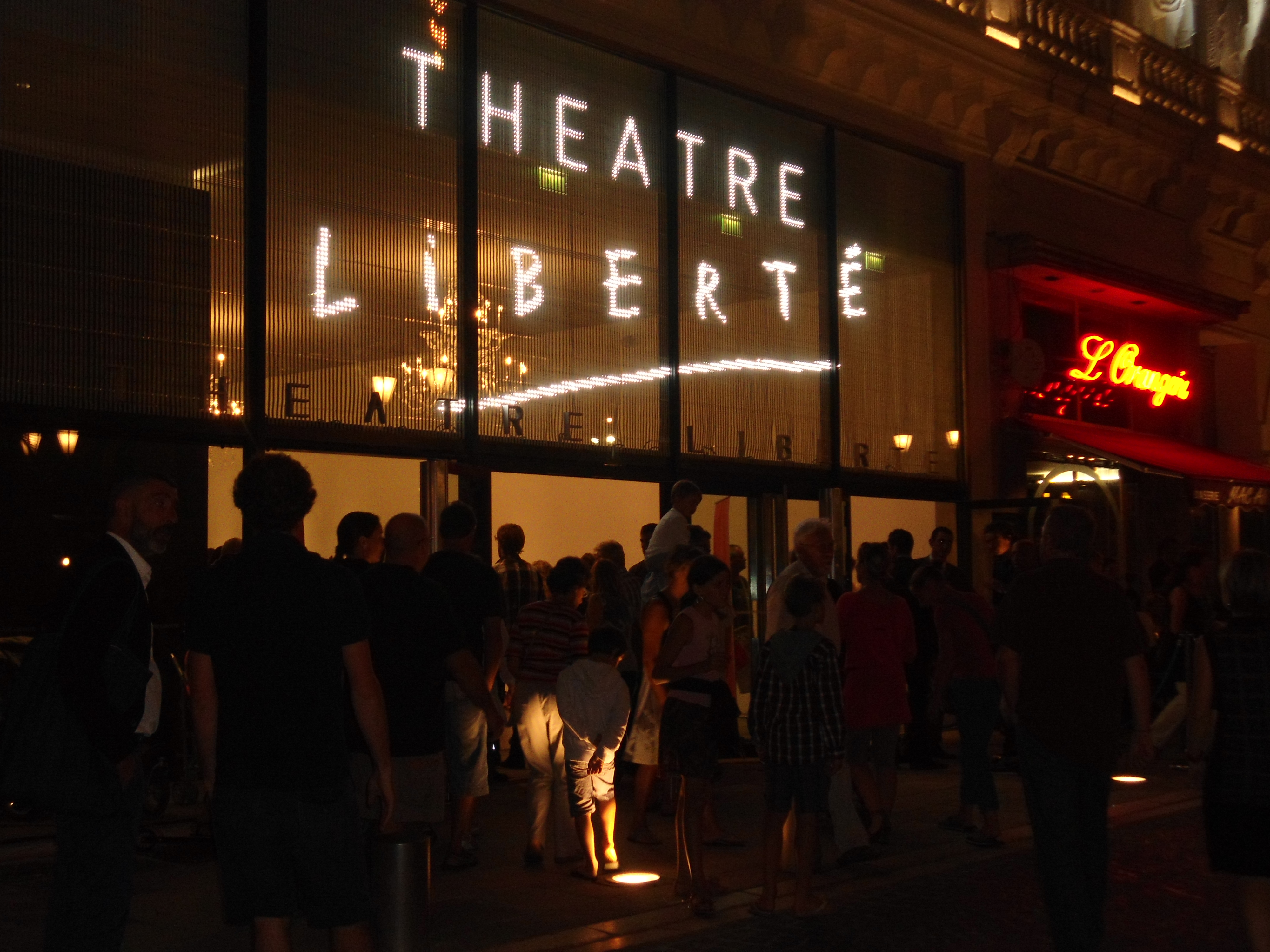
Entrée du Théâtre Liberté

### Cinéma Pathé Liberté
Le cinéma Pathé Liberté a connu deux emplacements différents depuis sa création au début des années 1990. Tout d'abord, à l'endroit exact ou se trouve le théâtre Liberté aujourd'hui, c'est-à-dire derrière la fontaine de la Fédération. À la suite de la construction du palais Liberté à l'ouest de la place, le multiplexe déménage et s'agrandit pour arriver à 9 salles. Depuis 2003, le cinéma Pathé Liberté est donc installé à l'ouest de la place et constitue le deuxième plus grand multiplexe cinématographique de l'agglomération toulonnaise après le cinéma Pathé la Valette.

### Galeries Lafayette
Cette grande enseigne française dispose d'un seul magasin dans l'agglomération toulonnaise, situé au sud de la place. Il s'étale sur deux niveaux et possède plusieurs entrées dont la principale ouvre sur la place. Avant les Galeries Lafayette, l'enseigne « Aux Dames de France » prenaient place à ce même endroit. L'immeuble a été reconstruit à la fin de la Seconde Guerre mondiale, une bombe ayant dévasté le précédent immeuble datant du XIXe siècle.

### Musée de l'Hôtel des Arts
Situé dans le centre-ville de Toulon, ce centre d'art dispose de 400 m2 de surface d'exposition répartie en 9 salles sur deux étages. De nombreuses expositions chaque année y ont lieu.

## Autour de la place
- Gare de Toulon
- Gare routière de Toulon
- Vieux Toulon
- Bibliothèque municipale
- Lycée Bonaparte
- Opéra de Toulon
- Place d'Armes
- Corderie de Toulon (inclus dans le port militaire de Toulon)